# 群馬県道59号草津嬬恋線
群馬県道59号草津嬬恋線（ぐんまけんどう59ごう くさつつまごいせん）は、群馬県吾妻郡草津町大字前口から吾妻郡嬬恋村大字鎌原を結ぶ県道（主要地方道）である。

## 概要
一部区間を国道144号と重複する。また嬬恋村大字三原の区間は観光道路である万座ハイウェーへのアクセス道路としても使われる。日本ロマンチック街道の一部。

### 路線データ
- 起点:群馬県吾妻郡草津町大字前口（国道292号）
- 終点:群馬県吾妻郡嬬恋村大字鎌原（国道144号）

## 歴史
- 1959年（昭和34年）9月18日：群馬県より現・道路法に基づき、前身路線にあたる県道谷所嬬恋停車場線（吾妻郡草津町大字前口字谷所 - 同郡嬬恋村 嬬恋停車場、整理番号134）が路線認定される[1]。
  - 同時に、前々身路線にあたる県道草津嬬恋停車場線（吾妻郡草津町 - 同郡嬬戀村 嬬応停車場、整理番号26）が路線廃止される[2]。
- 1993年（平成5年）5月11日：建設省から、県道草津嬬恋線が草津嬬恋線として主要地方道に指定される[3]。

## 道路施設
- 三原大橋（吾妻川、群馬県吾妻郡嬬恋村大字三原 - 大字鎌原）

## 地理

### 通過する自治体
- 吾妻郡
  - 草津町
  - 嬬恋村

### 交差する道路
- 国道292号 草津道路（起点）
- 万座ハイウェー（吾妻郡嬬恋村大字三原）
- 国道144号（吾妻郡嬬恋村大字三原、終点）